# Lagos de Mulleres
Los lagos de Mulleres (en occitano estanhots de Molières) son un conjunto de 4 lagos glaciares situados en el valle de Mulleres, en la comarca del Valle de Arán (Lérida, España). 
Se encuentran situados entre los 2350 metros y los 2480 metros de altitud, el mayor ellos situado a 2400 metros tiene una capacidad de 2,5 ha.
En las proximidades del primer lago a 2390 metros de altitud se localiza el refugio de Mulleres, dispone de equipamiento de emergencia sin guarda y tiene una capacidad para 18 personas.
Coronando el valle de Mulleres se encuentra el pico de Mulleres de 3010 metros de altitud, situado en el límite de las comunidades autónomas de Cataluña y Aragón.